# 惡作劇2吻
《惡作劇2吻》（日語：イタズラなKiss），是一部台灣愛情校園偶像劇，故事改編自日本漫畫家多田薰的日本漫畫《淘氣小親親》（日語：イタズラなKiss）單行本第11至23冊，可米國際影視和氧氣電影共同製作，鄭元暢、林依晨及汪東城主演，是《惡作劇之吻》的續集。每集成本新台幣200萬元，並遠赴關島拍攝外景，在關島取景七天就花費新台幣600萬元。在2007年3月26日開鏡，2007年10月16日殺青。2007年12月16日起於中視無線台播放，以高畫質電視拍攝播送，且受行政院新聞局高畫質電視節目補助。

## 播出時間

### 首播
| 頻道           | 所在地 | 播映日期                      | 播出時間        |
| -------------- | ------ | ----------------------------- | --------------- |
| 中視無線台     | 臺灣   | 2007年12月16日至2008年4月27日 | 每週日22:00     |
| 八大綜合台     | 臺灣   | 2007年12月22日至2008年5月3日  | 每週六21:30     |
| 無綫電視劇集台 | 香港   | 2008年5月11日至8月31日        | 每周日19:30     |
| 無綫電視J2     | 香港   | 2009年7月14日至8月28日        | 周一至周五19:00 |
| 無綫電視翡翠台 | 香港   | 2010年7月14日至8月30日        | 周一至周五10:30 |

## 故事大綱
袁湘琴（林依晨 飾）是一個單純開朗的高中女學生，自從在開學典禮上看見代表新生致詞的江直樹（鄭元暢 飾）後，便不由自主地喜歡上這個號稱IQ 200 的超級天才少年。
號稱全台灣第一的天才直樹，幾乎沒有任何事能難得倒他，所有事情總在他掌握之中，然而湘琴的出現就像一個失控的龍捲風，將他原有的生活搞得天翻地覆，但湘琴不顧一切、勇往直前的那股傻勁卻也讓他開始思考自己的人生與未來，而湘琴對他的感情也在不知不覺中慢慢地滲入他心中。
在父母與好友的推波助瀾，也在兩人合力解決直樹父親的企業難題之後，直樹終於接受湘琴，和她走入結婚的禮堂。
而續集就從兩人的婚後展開，我們看到了湘琴如何一點一滴學好為人妻的角色，也知道了愛情付出的真正意義，是將兩人的愛結合，去幫助更多需要幫助的人。所以直樹學醫，湘琴想當護士，當然這過程有許多因為湘琴迷糊而產生的危機與趣味，然而最後我們也看到了直樹如何保護自己最鍾愛的妻子，兩人也傳出了即將有寶寶的喜訊。

## 演員列表

### 主要演員
| 演員                            | 角色                | 漫畫原名                            | 介紹 | 登場集數                  | 香港配音                        |
| 鄭元暢                          | 江直樹              | 入江直樹 いりえなおき               | 阿利嫂、江萬利的兒子，袁湘琴的丈夫，袁有才、黃秋菊的女婿 IQ200的超級天才，聰明英俊、十項全能，幾乎沒有任何事情能夠難得倒他，但也因為太聰明，對他來說所有事情都能輕易達成，而覺得人生缺乏目標在接觸湘琴後逐漸打開心防，找到了從醫的人生方向，更接受了湘琴的感情，兩人尚未畢業就成婚，無厘頭的新婚妻子湘琴，又會給自己帶來什麼考驗呢？ | 全集                      | 黃榮璋                          |
| 鄭元暢                          | 阿魯邦              |                                     | 克莉斯汀之前未婚夫。稱阿金長的像Monkey。 | 5                         |                                 |
| 林依晨                          | 袁湘琴 （江袁湘琴） | 相原琴子（入江琴子） あいはらことこ | 袁有才、黃秋菊的女兒，江直樹的妻子，江裕樹的嫂嫂，阿利嫂、江萬利的媳婦 個性憨厚直接、樂觀有耐性，但頭腦不好、笨手笨腳，常把事情搞砸，卻還是努力不懈地朝目標前進。高一開學典禮時就對代表新生致詞的直樹一見鍾情。高三時向直樹表白，卻被狠狠拒絕，才想說服自己別再喜歡直樹，沒料到父親和直樹的父親竟是多年好友，而父女兩人更在地震震垮新屋後，遷入江家。湘琴就此和直樹展開同住在一個屋簷下的新生活，而湘琴一顆純潔少女心又忍不住因此而陷落。雖然因為直樹冷漠的態度，加上自己的笨拙常為直樹帶來麻煩，而使得湘琴好幾次都想要放棄離開，但最後都因為直樹態度上的些微轉變，而繼續鼓足勇氣，朝前邁進。終於和心中的偶像直樹結婚了！ | 全集                      | 張頌欣                          |
| 林依晨                          | 黃秋菊              | 相原悅子 あいはらえつこ             | 袁湘琴的亡母，袁有才的亡妻 曾獲得嘉義青蚵小姐。 | 16                        |                                 |
| 趙詠華                          | 阿利嫂              | 入江紀子 いりえのりこ               | 江直樹、江裕樹的母親，江萬利的妻子，袁湘琴的婆婆 是位家庭主婦，個性有些無厘頭、喜歡熱鬧、極愛拍照。和湘琴十分投緣，所以用盡一切手段想撮合湘琴和直樹。常常偽裝到直樹的學校去探聽直樹和湘琴的情況，或散佈兩人在一起的消息，不過她的偽裝常被其他人看穿。愛子心切的阿利嫂總以自己認為最好的方式去安排孩子的人生，結果反而造成直樹的反彈，為母子埋下衝突的引信。可愛的湘琴成為了自己的媳婦，企劃已久的兩家人大融合果真實現了，要如何營造一個完美的愛的小屋，是阿利嫂每天盡心盡力的功課。 | 1-18、20                  | 袁淑珍                          |
| 張永正                          | 江萬利              | 入江重樹 いりえしげき               | 江直樹、江裕樹的父親，阿利嫂的丈夫，袁湘琴的公公 潘達玩具公司的老闆，個性和善慈祥、有義氣。一心希望直樹能進入自己的母校臺大就讀，畢業後繼承自己的公司。 | 1-3、5-6、8-12、14-17、20 | 陳永信                          |
| 唐從聖                          | 袁有才              | 相原重雄 あいはらしげお             | 袁湘琴的父親，江直樹的岳父 「幸福小館」餐廳的老闆，做菜手藝一流，和直樹的父母親是國中時的好朋友。早年喪妻後獨自扶養湘琴長大，對湘琴做菜、家事樣樣不行耿耿於懷，認為是自己沒把她教好。 | 1-3、5-12、14-17、19-20   | 翟耀輝                          |
| 章柏翰（童年） 瞿嵩洋（青少年） | 江裕樹              | 入江裕樹 いりえゆうき               | 江直樹的弟弟，林好美的男友 和江直樹一樣是IQ200的天才，最大心願是在直樹繼續父親的公司後，擔任哥哥的助手。不太瞧得起太笨的人，對湘琴也沒有好臉色。將湘琴當作暑假作業的研究對象，時常注意湘琴又做了什麼蠢事，但漸漸地也被湘琴那股傻勁和真誠所感動。逐漸成長的裕樹，也開始接觸男女之間的情感，遇到了宛如是湘琴縮小版女同學－好美，懵懵懂懂的裕樹，該接受好美嘛？ | 1-6、8-20                 | 伍秀霞（童年） 張裕東（青少年） |
| 瑞奇                            | 小可愛              | 小小 チビ                           | 江家的寵物，是裕樹在路邊撿到的流浪狗，雄性英國古代牧羊犬。 | 5-6、9、11-12、14-16、20  |                                 |

### 其他演員
| 演員                            | 角色          | 漫畫原名                      | 介紹 | 登場集數                      | 香港配音      |
| 汪東城                          | 金元豐        | 池澤金之助 いけざわきんのすけ | 湘琴的高中同學，克莉絲汀·羅賓的丈夫 對於運動神經發達，對愛情遲鈍，所以當是自己喜歡的女生就會溫柔，當是自己不喜歡的女生時個性甚至會變冷酷，從高一就很喜歡湘琴，最大心願是和湘琴結婚。為了能夠及早和湘琴攜手共創美麗家園，高中畢業後沒有再升學，白天在學校餐廳工作，晚上則到「幸福小館」擔任學徒。續集最大的劇情張力，就是阿金邂逅了克莉斯汀，原本不喜歡人家的他，漸漸也被對方的純真所感動，結束了長年對湘琴的愛戀。 | 1-2、5、7-8、10-11、14、16-20 | 梁偉德        |
| 劉容嘉                          | 石留農        | 小森子 こもりじんこ           | 湘琴高中同學，是湘琴好姊妹，個性爽朗有一些大姐頭氣息，跟純美一起默默保護著湘琴，雖然總是出些餿主意，但善良只為湘琴的出發點，總讓人狠不下心責備。 | 1-7、9-10、13                 | 曾佩儀→陸惠玲 |
| 楊佩婷                          | 林純美        | 石川理美 いしかわさとみ       | 湘琴高中同學，阿布的妻子，阿布母的媳婦 與留農同是湘琴的好姊妹，個性溫柔害羞，但若是湘琴受了委屈，一定努力出氣到底。大學認識了多金公子阿布，展開一段浪漫夢幻的愛情故事，卻在畢業前發現懷孕，提前來到的婆媳拉鋸戰，有了好友湘琴的推波助瀾，有許多爆笑、溫馨也感人的小插曲。 | 1-7、9-11、13-14              | 林元春        |
| 林珈妤（童年） 孟耿如（青少年） | 林好美        | 佐川好美                      | 江裕樹的女友 F班學生，是湘琴於學校實習時的學生。暗戀裕樹，在湘琴幫助下，最終與裕樹相戀。 | 3-4、15-19                    | 何璐怡        |
| 修楷                            | 周傳津        | 船津誠一 ふなつせいいち       | 直樹醫學系同學，成績優異，選擇就讀康南大學只為了「打敗江直樹！」，每日認真苦讀，平時興趣看書全醫學脫不了關係，是個名副其實的書呆子，卻意外愛上了妮娜，讓眾人跌破眼鏡。 | 2-3、7-10、12、14             |               |
| 唐禹哲                          | 歐陽幹        | 桔梗幹 ききょうもとき         | 湘琴護理系同學，長相清秀亮眼，容易被誤認為女生，總是喜歡以挖苦同學為樂，其實心裡十分關心身邊的人，入護理系的目標就是能再戴帽式時穿上一身白衣，戴上象徵南丁格爾的護士帽為大家宣誓。 | 7-18                          | 李致林        |
| 曾少宗                          | 楊啟太        | 鴨狩啟太 かもがりけいた       | 湘琴護理系同學，個性正直到不行，認為護理人員有一份神聖的使命，以照顧好病人為唯一的宗旨，當看到湘琴被直樹忽略時的悲傷，心裡尤然而生「保護她」的信念，卻在了解兩人濃厚感情不可能有第三個人干涉後靜靜退出，成了永遠保護湘琴最好的朋友。 | 7-18                          | 曹啟謙        |
| 五 熊                           | 羅智儀        | 小倉智子 おぐらともこ         | 湘琴護理系同學，外表清秀小巧，說話輕聲細語，有著小公主般的氣息，對人十分溫柔體貼，是校園中的萬人迷，沒想到進入護理系的原因卻是可以接觸大量的血及屍體，一見到血就會有莫名的衝動，眼中綻放極其興奮的光彩。 | 7-15、17-18                   | 何璐怡        |
| 江佩珍                          | 章妮娜        | 品川真理奈 しながわまりな     | 湘琴護理系同學，身材火辣個性開朗，是大家眼中的開心果，一次聯誼迷倒醫學系怪人傳津，對自己展開熱烈追求，當只會讀書當解剖是興趣的宅男遇到生活五花十色的花蝴蝶，一對歡喜冤家會有什麼樣的結局？ | 7-15、17-18                   | 鄭麗麗        |
| 瑞莎                            | 克莉斯汀·羅賓 |                               | 來自英國的交換學生，金元豐的妻子 是個天真熱情、為了所愛勇往直前的可愛女孩，相似的個性使其與湘琴成為好朋友，對阿金一見傾心，努力學習如何做一個傳統的華人女性，只為了獲得心愛人的青睞，屢敗屢戰不放棄的精神，終於敲開了阿金緊閉已久的心門。 | 4-5、7-8、10-11、14、16-20    | 陳凱婷        |

### 特別客串
| 演員     | 角色     | 漫畫原名                | 介紹 | 登場集數              | 香港配音 |
| 愛 紗    | 瑪麗     | 堀內 麻理               | 與阿巧於關島成婚。一直纏著直樹，後與湘琴、直樹成為朋友。 | 1-2                   | 鄭麗麗   |
| 谷炫淳   | 阿巧     | 阿巧                    | 與瑪麗於關島成婚。與湘琴、直樹成為朋友。 | 1-2                   | 蘇強文   |
| 瞿友寧   | 牧師     |                         | 湘琴在飛往關島的飛機上幻想與直樹在機場離婚的場景，扮演主持離婚的牧師。 | 1                     |          |
| 瞿友寧   | 黑人     |                         | 阿金被警察送去居留所，與他一起在拘留所的黑人。 | 1                     |          |
| 瞿友寧   | 公車大嬸 |                         | 惡作劇之吻中的公車大嬸，出現在阿金開的幸福小館新店中。 | 19                    |          |
| 陳靜宜   | 丸子     |                         | 幸福小館員工 | 1-2、5、7、10、16、19 |          |
| 王威登   | 王皓謙   | 須藤先輩 すどうせんぱい | 直樹高中、大學社團學長。喜歡子瑜，一直追求子瑜。畢業後，任職於汽車公司擔任推銷員。 | 2-3、7                |          |
| 許瑋甯   | 裴子瑜   | 松本裕子 まつもとゆうこ | 富家千金，因為景仰直樹的能力和風采，而選擇進入康南大學就讀理工學院。聰明美麗、能力極強的子瑜和湘琴總是不怎麼對盤，每次見面必吵，但當兩人最後面對情敵大泉企業千金的強力威脅時，卻又能同心協力。雖然極喜歡直樹，卻也是個拿得起、放得下的率性女子。 | 2-3、7-8              | 梁少霞   |
| 馬念先   | 杜澤森   | 大蛇森                  | 康南醫院第三外科醫師，喜好男性。 | 3、16-18              |          |
| 關 聰    | 直樹外公 |                         | 直樹的外公，阿利嫂的父親，江萬利的岳父，袁湘琴的祖翁 很疼愛直樹，對於直樹擅自與湘琴結婚感到不滿，當直樹帶湘琴回到鄉下後，要求湘琴要成為自己理想媳婦的樣子，後承認湘琴。                                                                          | 4                     |          |
| 炎亞綸   | 阿布     | 高宮良 たかみやりょう   | 阿布母的兒子，純美的丈夫 雖然愛純美，卻又受制於母親的威嚴，很多事裹足不前，最後在湘琴的鼓勵與刺激之下，決定為自己的愛情爭取幸福，也得到母親的認可。                                                                                              | 6-7、11、13-14        | 曹啟謙   |
| 比 莉    | 阿布母   |                         | 阿布的母親，純美的婆婆 好面子，在阿布與純美婚禮上捏造了最真實的純美，後純美與自己把話講開，改善兩人的婆媳關係。 | 11、13-14             |          |
| 林舒語   | 許秋賢   | 永澤 秋子               | 啟太於醫院實習時的病人，後與啟太相戀。 | 12-14                 |          |
| 邱秀敏   | 邱罔腰   | 吉田 とよ               | 湘琴及直樹於醫院實習時的病人 迷戀直樹，討厭湘琴，喜歡捉弄湘琴，後來漸漸被湘琴的純真及不服輸的個性感動。 | 12-13                 |          |
| 北村豐晴 | 張青宇   |                         | 康南大學動漫社社長。妮娜於醫院實習時的病人，認識湘琴。 | 12-14                 |          |
| 胡珮瑩   | 趙清水   | 細井 小百合             | 康南醫院護士長 | 12-13、16-18          |          |
| 簡嘉芸   | 張君雅   | 椎名 奈美               | 有心臟病，是直樹在馬祖醫院服役時的小病人，喜歡直樹。 | 15                    |          |
| 陸明君   | 君雅母   | 奈美之母                | 君雅的母親。喜歡直樹。 | 15                    |          |
| 林裕豐   | 小可     | 鶴三舅舅                | 袁湘琴的三舅，黃秋菊的弟弟，袁有才的小舅子 十分好客，喜歡用很盛大的歡迎方式迎接客人，讓有才常常難以應對。 | 15-16                 |          |
| 朱德剛   | 孫熙恆   | 西垣 東馬               | 康南醫院第三外科醫師，喜歡捉弄湘琴。 | 16-18                 |          |
| 王 子    | 丁海諾   | ノンちゃん              | 暱稱阿諾，名模NOBU、影視紅人，直樹的病人，患有心臟病。裕樹小時候在醫院的好友，父母已離婚，喜歡玩弄湘琴。 | 18-19                 | 黃啟昌   |
| 王帝鈞   | 蟑螂     |                         | 袁湘琴的高中同學，金元豐的好兄弟。 | 19                    |          |
| 吳文鴻   | 阿紅     |                         | 袁湘琴的高中同學，金元豐的好兄弟。 | 19                    |          |

## 電視劇歌曲
- 原聲帶提供：Avex

| 曲目 | 曲別   | 歌名                     | 演唱者   | 作詞   | 作曲   |
| 1    | 片頭曲 | 幸福合作社               | 曉萱     | 瞿友寧 | 曉萱   |
| 2    | 片尾曲 | 你(吉他甜蜜版)           | 林依晨   | 藍又時 | 藍又時 |
| 3    | 插曲   | 忠於原味                 | 鄭元暢   | 嚴云農 | 古 皓  |
| 4    | 插曲   | Be Your Superman         | 王威登   | 純表演 | 純表演 |
| 5    | 插曲   | 藏在微笑裡的秘密         | 趙詠華   | 徐世珍 | Lisa   |
| 6    | 插曲   | 你曾經讓我心動           | 謝和弦   | 謝和弦 | 謝和弦 |
| 7    | 插曲   | Heaven                   | 寒、五熊 | 葛大為 | Lisa   |
| 8    | 配樂   | 幸福合作社(演奏曲)       |          |        | 曉萱   |
| 9    | 配樂   | 你(演奏曲)               |          |        | 藍又時 |
| 10   | 配樂   | 藏在微笑裡的秘密(演奏曲) |          |        | Lisa   |
| 11   | 片尾曲 | 你(弦樂版)               | 林依晨   | 藍又時 | 藍又時 |

## 原聲帶
| 名稱                   | 曲目 |
| ---------------------- | --- |
| 惡作劇2吻原聲帶 直樹版 | 曲目 DVD曲目: 1. 惡作劇戲劇花絮 2. 直樹湘琴的關島蜜月紀念篇 3. 直樹的馬祖當兵記 4. 小綜忠於原味幕後篇 5. 小綜甜言蜜語             |
| 惡作劇2吻原聲帶 湘琴版 | 曲目 CD曲目: 1. 10首+你(弦樂版) DVD曲目: 1. 惡作劇戲劇花絮 2. 直樹湘琴的關島蜜月紀念篇 3. 惡作劇NG嘗鮮版 4. 你-MV 5. 依晨甜言蜜語 |

## 收視率
| 集數            | 播映日期      | 播放時間  | 平均收視率 |
| --------------- | ------------- | --------- | ---------- |
| 惡作劇2吻搶先看 | 2007年12月9日 | 2330-0000 | 2.23       |

| 集數     | 播映日期       | 平均收視率 | 收視排名 | 備註                                                               |
| -------- | -------------- | ---------- | -------- | ------------------------------------------------------------------ |
| 1        | 2007年12月16日 | 3.62       | 1        | 分段最高收視4.14，八大綜合台重播，收視為1.99，分段最高收視為3.04。 |
| 2        | 2007年12月23日 | 3.49       | 1        | 分段最高收視3.92                                                   |
| 3        | 2007年12月30日 | 3.07       | 1        | -                                                                  |
| 4        | 2008年1月6日   | 3.22       | 1        | -                                                                  |
| 5        | 2008年1月13日  | 3.33       | 1        | -                                                                  |
| 6        | 2008年1月20日  | 3.83       | 1        | 分段最高收視4.48                                                   |
| 7        | 2008年1月27日  | 3.51       | 1        | -                                                                  |
| 8        | 2008年2月3日   | 3.94       | 1        | -                                                                  |
| 9        | 2008年2月10日  | 3.37       | 1        | -                                                                  |
| 10       | 2008年2月17日  | 3.25       | 1        | -                                                                  |
| 11       | 2008年2月24日  | 3.43       | 1        | 分段最高收視3.91                                                   |
| 12       | 2008年3月2日   | 2.72       | 1        | -                                                                  |
| 13       | 2008年3月9日   | 2.89       | 1        | 分段最高收視3.37                                                   |
| 14       | 2008年3月16日  | 2.77       | 1        | -                                                                  |
| 15       | 2008年3月23日  | 2.53       | 2        | -                                                                  |
| 16       | 2008年3月30日  | 2.84       | 2        | -                                                                  |
| 17       | 2008年4月6日   | 2.96       | 2        | -                                                                  |
| 18       | 2008年4月13日  | 2.81       | 2        | -                                                                  |
| 19       | 2008年4月20日  | 2.44       | 2        | -                                                                  |
| 20       | 2008年4月27日  | 3.39       | 2        | 分段最高收視4.71                                                   |
| 平均收視 | 平均收視       | 平均收視   | 平均收視 | 3.17                                                               |

資料來源：AGB尼爾森、中時娛樂

## 獎項
- 2008年台灣第43屆電視金鐘獎，戲劇節目女主角獎 : 林依晨《惡作劇2吻》

## 趣記

### 一人分飾多角
《惡作劇2吻》裡有些短暫出現的角色部份是由演員或者劇組的人員所飾演的，例如：
| 集數     | 描述                                                                             | 演員/劇組  |
| -------- | -------------------------------------------------------------------------------- | ---------- |
| (片頭)   | 醫院裡抱著還是嬰兒的湘琴的湘琴媽媽                                               | 林依晨     |
| 第一集   | 直樹與湘琴在飛往關島的飛機上，座位上的部份乘客                                   | 劇組人員   |
| 第一集   | 湘琴在飛往關島的飛機上幻想與直樹在機場離婚的場景，扮演主持離婚的牧師             | 導演瞿友寧 |
| 第一集   | 阿金被警察送去扣留所，與他同一個扣留所的黑人                                     | 導演瞿友寧 |
| 第五集   | 克莉絲汀的英國未婚夫阿魯邦                                                       | 鄭元暢     |
| 第七集   | 湘琴的幻覺中與直樹隔著口罩互吻的一幕，躺在床上病人的聲音                         | 導演瞿友寧 |
| 第九集   | 直樹的班級上大體解剖實驗課時，醫學系老師講解的聲音                               | 導演瞿友寧 |
| 第十三集 | 阿布與純美的婚禮一開始時，與阿布媽敬酒、稱阿布媽「大姐」者                       | 導演瞿友寧 |
| 第十九集 | 阿金新開的餐廳「幸福小館」，在座客人中，一位曾經於《惡作劇之吻》中出現的公車大嬸 | 導演瞿友寧 |

### 惡作劇之吻、惡作劇2吻演不同角色
- 在《惡作劇2吻》裡飾演杜澤森的馬念先，被網友發現曾經在《惡作劇之吻》第一集客串飾演新聞記者。

### 植樹節
每年的3月12日「植樹節」，剛巧「植樹」與本劇角色「直樹」國語讀音相同，所以有本劇的粉絲將本日改稱為「直樹節」。

## 大事紀
- 2007年12月16日，中視首播《惡作劇2吻》，以分段最高收視率4.14、平均收視率3.62（收視人數2,463,000人）奪下周日偶像劇冠軍；但是，鄭元暢與林依晨的床戲遭中視刪剪，引發瞿友寧與網友不滿。中視表示，該段床戲有「男生抽動、發出聲音」，為避免對兒童產生不良影響，在不影響劇情下修剪。
- 2007年12月19日，中視舉行慶功宴，當日出席的劇中演員有鄭元暢、汪東城、許瑋甯及谷炫淳。
- 2007年12月22日，中視將剪掉的《惡作劇2吻》4分鐘床戲放在網路上播出，包括Youtube、新浪網等網站轉載上傳，短短時間吸引了上萬人上網收看，致原本要獨家播出完整版的八大電視台不滿。八大電視表示，中視此舉已嚴重違約，要求中視立即拿掉畫面。
- 2007年12月23日，鄭元暢與林依晨在《惡作劇2吻》中的激情床戲，八大綜合台播出一刀未剪版，AGB尼爾森平均收視率達1.99，有45萬7700人收看，分段最高達3.04。
- 2008年2月2日，鄭元暢、林依晨及唐禹哲飛到印尼宣傳，可惜天公不做美，一行人遇到當地罕見大雷雨，因雅加達當地機場跑道嚴重積水，在機上等待時間超過2小時，一行人走出雅加達機場已經深夜11點，原本5小時的航程，足足飛了12小時才抵達。
- 2008年2月16日，鄭元暢、林依晨、曾少宗及導演瞿友寧16日在台北國際書展出席感恩簽名會。

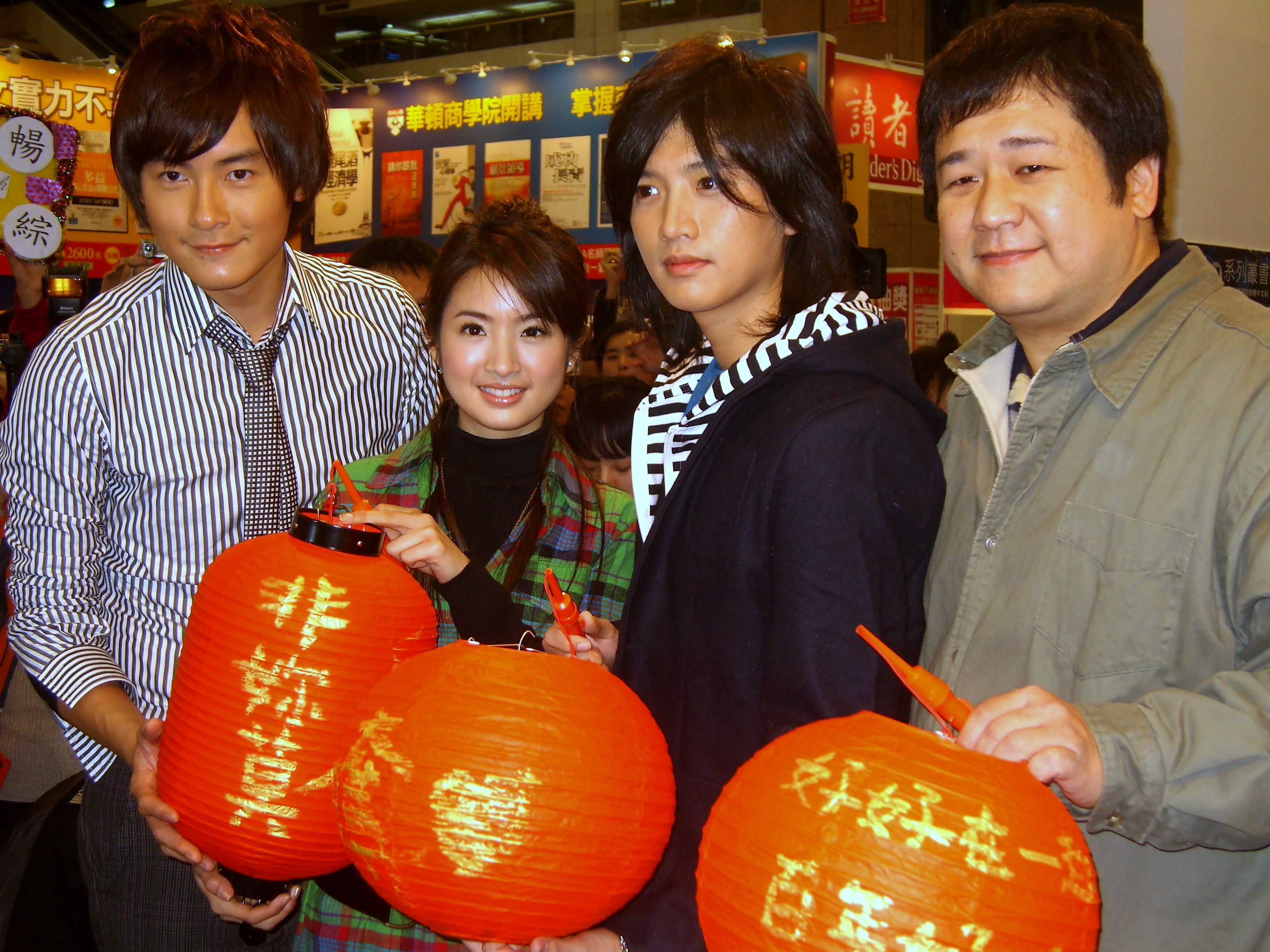
台北國際書展，三位主角與導演出席簽名會。
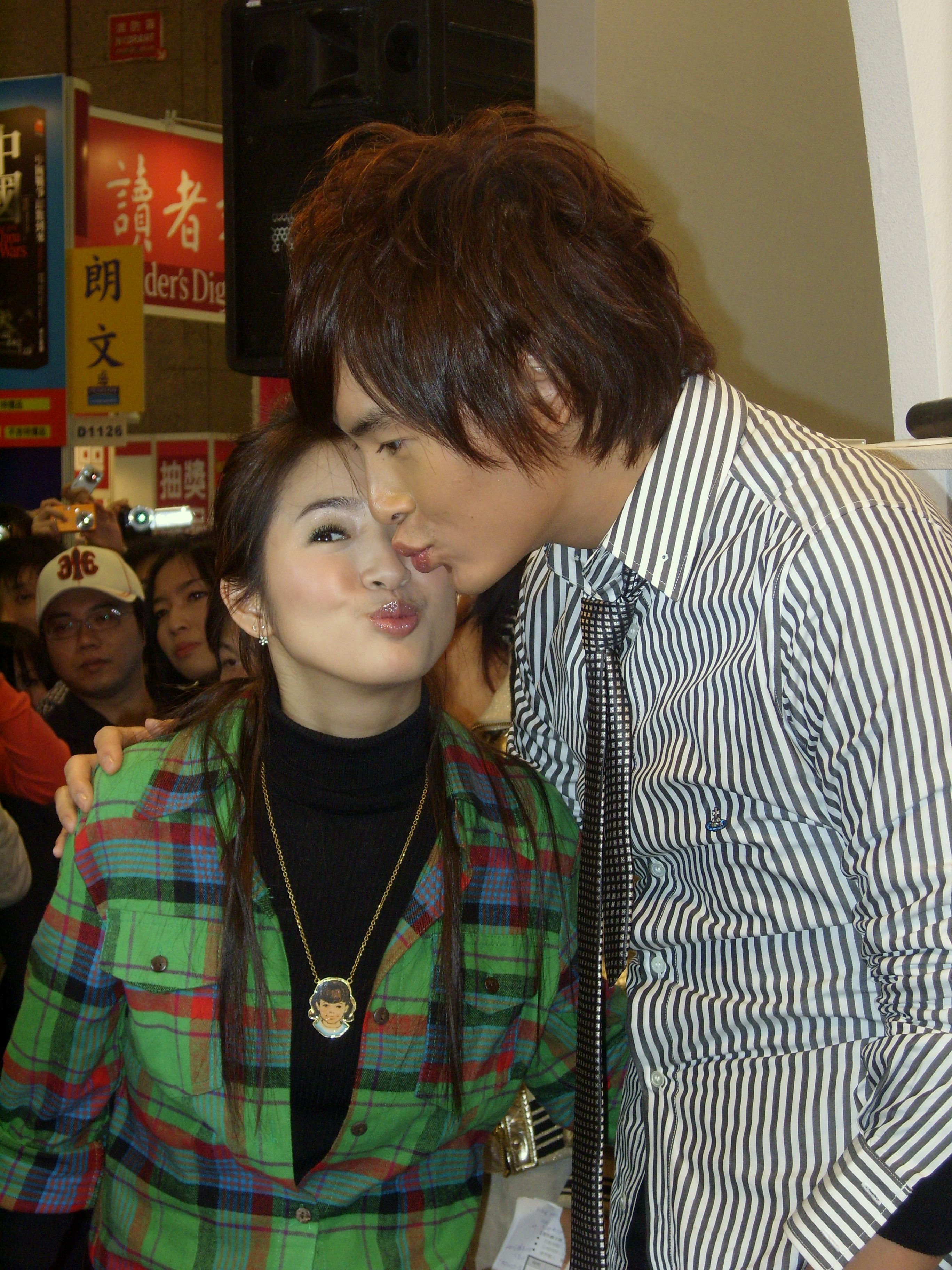
林依晨、鄭元暢嘟嘴作勢要親親裝甜蜜的姿勢，引起媒體與影迷、書迷的側目。

- 2008年3月23日，中視播出《惡作劇2吻》第十五集，其中裕樹與好美的一段戲遭中視刪剪，引發瞿友寧在中視討論區留言，表達不滿。
- 2008年4月26日，鄭元暢、林依晨、汪東城到韓國首爾宣傳，林依晨以流暢的韓語和粉絲面對面接觸，眾演員晚上八時轉飛日本東京宣傳。
- 2008年6月21日，鄭元暢、林依晨、唐禹哲和曾少宗到香港進行宣傳，他們到達荃灣愉景新城，現場刻意佈置成結婚場地。
- 2008年6月27日，鄭元暢與唐禹哲到馬來西亞峇株巴轄高峰廣場宣傳《惡作劇2吻》。
- 2008年10月31日，林依晨在第四十三屆金鐘獎憑著此劇獲得戲劇節目女主角獎。
- 2009年7月20日，鄭元暢、林依晨、唐禹哲到日本為惡作劇2吻DVD宣傳。

## 海外宣傳
| 日期             | 宣傳地   | 演 員                          | 備註                                                                                       |
| 2008年2月2日     | 印 尼    | 鄭元暢、林依晨、唐禹哲         | 遇到當地罕見大雷雨 雅加達機場跑道嚴重積水，花了足足12小時才到達                            |
| 2008年4月25-26日 | 韓 國    | 鄭元暢、林依晨、汪東城         | 於富川市舉行記者會、粉絲見面會 有1500多位粉絲出席                                          |
| 2008年4月27-29日 | 日 本    | 鄭元暢、林依晨、汪東城         | 於東京台場舉行簽名會 有2500多位粉絲出席                                                    |
| 2008年6月21-23日 | 香 港    | 鄭元暢、林依晨、唐禹哲、曾少宗 | 6月21日於荃灣愉景新城舉行簽名會 6月22日於荃灣愉景新城舉行「粉絲派對」                      |
| 2008年6月27-29日 | 馬來西亞 | 鄭元暢、唐禹哲                 | 6月27日於峇株巴轄高峰廣場舉行簽名會，逾5000位粉絲出席 6月28日於USJ高峰酒店舉行簽名會       |
| 2009年7月20日    | 日 本    | 鄭元暢、林依晨、唐禹哲         | 於東京台場舉行「惡作劇之吻診察會」和握手會 為《惡作劇2吻》發行的DVD宣傳 有3000多位粉絲出席 |

## 相關參考
- 淘氣小親親
- 惡作劇之吻

## 外部連結
- （繁體中文）台灣 中華電信《惡作劇2吻》官方網頁
- （繁體中文）台灣 八大電視《惡作劇2吻》官方網頁
- （日語）日本 BS-i電視台《惡作劇2吻》官方網頁 （页面存档备份，存于）
- 韓國 SBS電視台《惡作劇2吻》官方網頁 （页面存档备份，存于）
- （繁體中文）香港 無綫劇集台《惡作劇2吻》官方網頁 （页面存档备份，存于）
- （简体中文）中國 湖南衛視《甜蜜再戀》官方網頁 （页面存档备份，存于）
- 互联网电影数据库（IMDb）上《惡作劇2吻》的资料（英文）
- 豆瓣电影上《惡作劇2吻》的資料 （简体中文）
- 时光网上《惡作劇2吻》的資料（简体中文）

## 作品的變遷
| 臺灣 中視 星期日 22:00 - 23:30       | 臺灣 中視 星期日 22:00 - 23:30             | 臺灣 中視 星期日 22:00 - 23:30             |
| ------------------------------------ | ------------------------------------------ | ------------------------------------------ |
|                                      | 惡作劇2吻 （2007.12.16 - 2008.04.27）      |                                            |
| 公主小妹 （2007.09.16 - 2007.12.09） | 翻滾吧！蛋炒飯 （2008.05.04 - 2008.07.20） |                                            |
| 臺灣 八大綜合台 星期六 21:30 - 23:00 |                                            |                                            |
| 公主小妹 （2007.09.22 - 2007.12.15） | 惡作劇2吻 （2007.12.22 - 2008.05.03）      | 翻滾吧！蛋炒飯 （2008.05.10 - 2008.07.26） |

| 香港 無綫劇集台 星期日 19:30 - 21:05 | 香港 無綫劇集台 星期日 19:30 - 21:05     | 香港 無綫劇集台 星期日 19:30 - 21:05 |
| ------------------------------------ | ---------------------------------------- | ------------------------------------ |
|                                      | 惡作劇2吻 （2008.05.11 - 2008.08.31）    |                                      |
| 公主小妹 （2008.03.02 - 2008.05.04） | 命中定我愛你 （2008.09.07 - 2009.01.18） |                                      |

| 臺灣 公視HD台 星期一至五 22:00 - 23:00   | 臺灣 公視HD台 星期一至五 22:00 - 23:00 | 臺灣 公視HD台 星期一至五 22:00 - 23:00 |
| ---------------------------------------- | -------------------------------------- | -------------------------------------- |
|                                          | 惡作劇2吻 （2008.07.10 - 2008.08.27）  |                                        |
| 愛情兩好三壞 （2008.06.12 - 2008.07.09） | 美味關係                               |                                        |

| 新加坡 星和都會台 星期六 19:00-21:00     | 新加坡 星和都會台 星期六 19:00-21:00  | 新加坡 星和都會台 星期六 19:00-21:00 |
| ---------------------------------------- | ------------------------------------- | ------------------------------------ |
|                                          | 惡作劇2吻 （2008.07.19 - 2008.11.08） |                                      |
| 鬥牛，要不要 （2008.04.12 - 2008.07.12） | 籃球火 (2008.11.15 - 2009.02.28）     |                                      |

| 马来西亚 Astro双星 星期一至五 19:30 - 20:15 | 马来西亚 Astro双星 星期一至五 19:30 - 20:15 | 马来西亚 Astro双星 星期一至五 19:30 - 20:15 |
| ------------------------------------------- | ------------------------------------------- | ------------------------------------------- |
|                                             | 惡作劇2吻 （2008.7.2 - 2008.9.15）          |                                             |
| —                                           | 命中定我愛你 （2008.9.16 - 2008.11.7）      |                                             |

| 中国大陆 湖南衛視 金鹰独播剧场 每天 22:00 - 00:00（周六播一集） | 中国大陆 湖南衛視 金鹰独播剧场 每天 22:00 - 00:00（周六播一集） | 中国大陆 湖南衛視 金鹰独播剧场 每天 22:00 - 00:00（周六播一集） |
| --------------------------------------------------------------- | --------------------------------------------------------------- | --------------------------------------------------------------- |
|                                                                 | 甜蜜再恋 （2009年1月28日 - 2009年2月10日）                      |                                                                 |
| 翻滾吧！蛋炒飯 （2009年1月16日 - 2009年1月27日）                | 我的爱情面包 （2009年2月12日 - 2009年2月24日）                  |                                                                 |

| 日本 KBS京都 星期二23:00 - 23:54 | 日本 KBS京都 星期二23:00 - 23:54          | 日本 KBS京都 星期二23:00 - 23:54 |
| -------------------------------- | ----------------------------------------- | -------------------------------- |
|                                  | 惡作劇2吻 （イタズラなKiss2） （2009.5.12 - 2009.12.22） |                                  |
| —                                | 敗犬女王 （2010.1.5 - ）                  |                                  |